# 王麟 (歌手)
王麟（1983年9月26日—），生于广东省广州市越秀區，中国女歌手。2006年出道并推出单曲《QQ爱》，因歌词“诙谐幽默”、“靓丽清新”而受欢迎，随后推出了自己的第一张专辑《很傻很天真》。

## 所获奖项
- 东南卫视“第四届东南劲爆音乐榜”传媒推荐劲爆最有潜质乐团奖。
- 无线音乐大奖提名。
- 2006年度最受欢迎彩铃奖提名。
- 网络排行十大流行金曲奖。
- 中国中央电视台“CCTV中国文艺榜”内地新人奖周榜第二位。

## 外部鏈接
- 王麟的新浪微博